# Recopa Sudamericana 1989
La Recopa Sudamericana 1989 fue la primera edición del torneo organizado por la Confederación Sudamericana de Fútbol que enfrentaba al campeón de la Copa Libertadores de América con el campeón de la Supercopa Sudamericana. La competición se disputó con un formato de ida y vuelta, actuando cada equipo en condición de local en uno de los encuentros.
El certamen enfrentó a Nacional de Uruguay, ganador de la Copa Libertadores 1988, con Racing Club de Argentina, vencedor de la Supercopa Sudamericana 1988. Los partidos se jugaron los días 31 de enero en Montevideo, Uruguay, y 6 de febrero en Buenos Aires, Argentina. El cuadro uruguayo se consagró campeón después de llevarse la victoria en el encuentro de ida por 1-0, y empatar en el desquite sin goles.
Erróneamente, esta edición ha sido registrada por Rec.Sport.Soccer Statistics Foundation (RSSSF) como correspondiente a la temporada 1988, lo cual no es correcto, ya que la Conmebol confirmó en 2007 que se trata de la edición de 1989 del torneo.

## Equipos participantes
| Nacional    |  | Bandera de Uruguay   |  | Campeón de la Copa Libertadores (1988)      |
| Racing Club |  | Bandera de Argentina |  | Campeón de la Supercopa Sudamericana (1988) |

## Sedes
| Buenos Aires                   | Montevideo                     |
| ------------------------------ | ------------------------------ |
| Estadio José Amalfitani        | Estadio Centenario             |
| Capacidad: 49 450 espectadores | Capacidad: 74 860 espectadores |
|                                |                                |

## Enfrentamientos

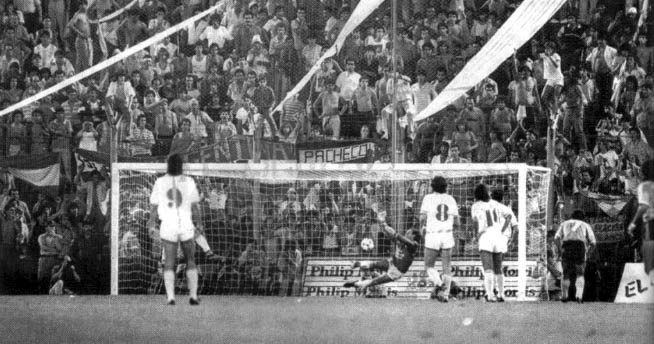
Jorge Seré (Nacional) le tapa el penal a Walter René Fernández (Racing Club) en el partido de vuelta.

### Resultados
| Bandera de Argentina | vs. | Bandera de Uruguay |
| Racing Club 0        | vs. | Nacional 1 0       |

### Detalles
| 31 de enero de 1989 | Nacional    | 1:0 (0:0) | Racing Club | Estadio Centenario, Montevideo                                   |                                                                  |
|                     | Fonseca 71' |           |             | Asistencia: 20 220 espectadores Árbitro(s): Romualdo Arppi Filho | Asistencia: 20 220 espectadores Árbitro(s): Romualdo Arppi Filho |

| 6 de febrero de 1989                                         | Racing Club | 0:0 | Nacional | Estadio José Amalfitani, Buenos Aires                                   |  |
|                                                              |             |     |          | Asistencia: 50 000 espectadores Árbitro(s): Efraín Gabriel González Roa |  |
| Primera vuelta olímpica que se da en la Recopa Sudamericana. |             |     |          |                                                                         |  |

### Alineaciones

#### Ida
| 1          | POR        | Jorge Seré                |     |
| 2          | DEF        | Tony Gómez                |     |
| 4          | DEF        | Daniel Felipe Revelez     |     |
| 3          | DEF        | Hugo de León              |     |
| 5          | DEF        | José Luis Pintos Saldanha |     |
| 6          | MED        | Santiago Ostolaza         |     |
| 8          | MED        | Jorge Daniel Cardaccio    |     |
| 11         | MED        | Javier Cabrera            | 83' |
| 14         | DEL        | William Castro            |     |
| 17         | DEL        | Julio Zoppi               | 67' |
| 13         | DEL        | Sergio Olivera            |     |
| Entrenador | Entrenador | Héctor Núñez              |     |

| 12         | POR        | Julio César Balerio     |     |
| 4          | DEF        | Carlos Eduardo Vásquez  |     |
| 2          | DEF        | Gustavo Costas          |     |
| 6          | DEF        | Néstor Fabbri           |     |
| 3          | DEF        | Carlos Isidro Olarán    |     |
| 7          | MED        | Jorge Osmar Acuña       |     |
| 23         | MED        | Hugo Lamadrid           |     |
| 19         | MED        | Mario Videla            | 74' |
| 20         | DEL        | Norberto Ortega Sánchez | 78' |
| 18         | DEL        | Ramón Medina Bello      |     |
| 11         | DEL        | Walter René Fernández   |     |
| Entrenador | Entrenador | Alfio Basile            |     |

| 9  | DEL | Daniel Fonseca     | 67' |
| 22 | MED | Carlos Favier Soca | 83' |

| 9  | DEL | José Raúl Iglesias      | 74' |
| 10 | MED | Miguel Ángel Colombatti | 78' |

| Anotado | 71' | Daniel Fonseca | 1:0 |

|  |  |  |  |

|  |  |  |

| Amonestado |  | Hugo Lamadrid |

| Árbitro             | Romualdo Arppi Filho |
| Árbitros asistentes | Luis Carlos Félix    |
| Árbitros asistentes | Carlos Rosa Martins  |

| 1          | POR        | Jorge Seré                |     |
| 2          | DEF        | Tony Gómez                |     |
| 4          | DEF        | Daniel Felipe Revelez     |     |
| 3          | DEF        | Hugo de León              |     |
| 5          | DEF        | José Luis Pintos Saldanha |     |
| 6          | MED        | Santiago Ostolaza         |     |
| 8          | MED        | Jorge Daniel Cardaccio    |     |
| 11         | MED        | Javier Cabrera            | 83' |
| 14         | DEL        | William Castro            |     |
| 17         | DEL        | Julio Zoppi               | 67' |
| 13         | DEL        | Sergio Olivera            |     |
| Entrenador | Entrenador | Héctor Núñez              |     |

| 12         | POR        | Julio César Balerio     |     |
| 4          | DEF        | Carlos Eduardo Vásquez  |     |
| 2          | DEF        | Gustavo Costas          |     |
| 6          | DEF        | Néstor Fabbri           |     |
| 3          | DEF        | Carlos Isidro Olarán    |     |
| 7          | MED        | Jorge Osmar Acuña       |     |
| 23         | MED        | Hugo Lamadrid           |     |
| 19         | MED        | Mario Videla            | 74' |
| 20         | DEL        | Norberto Ortega Sánchez | 78' |
| 18         | DEL        | Ramón Medina Bello      |     |
| 11         | DEL        | Walter René Fernández   |     |
| Entrenador | Entrenador | Alfio Basile            |     |

| 9  | DEL | Daniel Fonseca     | 67' |
| 22 | MED | Carlos Favier Soca | 83' |

| 9  | DEL | José Raúl Iglesias      | 74' |
| 10 | MED | Miguel Ángel Colombatti | 78' |

| Anotado | 71' | Daniel Fonseca | 1:0 |

|  |  |  |  |

|  |  |  |

| Amonestado |  | Hugo Lamadrid |

| Árbitro             | Romualdo Arppi Filho |
| Árbitros asistentes | Luis Carlos Félix    |
| Árbitros asistentes | Carlos Rosa Martins  |

#### Vuelta
| 12         | POR        | Julio César Balerio    |     |
| 4          | DEF        | Carlos Eduardo Vásquez |     |
| 2          | DEF        | Gustavo Costas         |     |
| 6          | DEF        | Néstor Fabbri          | 24' |
| 3          | DEF        | Carlos Isidro Olarán   |     |
| 7          | MED        | Jorge Osmar Acuña      |     |
| 23         | MED        | Hugo Lamadrid          |     |
| 19         | MED        | Mario Videla           | 76' |
| 18         | DEL        | Ramón Medina Bello     |     |
| 9          | DEL        | José Raúl Iglesias     |     |
| 11         | DEL        | Walter René Fernández  |     |
| Entrenador | Entrenador | Alfio Basile           |     |

| 1          | POR        | Jorge Seré             |     |
| 2          | DEF        | Tony Gómez             |     |
| 4          | DEF        | Daniel Felipe Revelez  |     |
| 3          | DEF        | Hugo de León           |     |
| 22         | DEF        | Carlos Favier Soca     |     |
| 6          | MED        | Santiago Ostolaza      |     |
| 8          | MED        | Jorge Daniel Cardaccio |     |
| 11         | MED        | Javier Cabrera         |     |
| 14         | DEL        | William Castro         |     |
| 17         | DEL        | Julio Zoppi            | 60' |
| 20         | DEL        | Sergio Olivera         | 80' |
| Entrenador | Entrenador | Héctor Núñez           |     |

| 16 | DEF | Cosme Zaccanti          | 24' |
| 10 | MED | Miguel Ángel Colombatti | 76' |

| 9  | DEL | Daniel Fonseca  | 60' |
| 21 | DEF | Enrique Saravia | 80' |

| Árbitro             | Efraín Gabriel González Roa |
| Árbitros asistentes | Carlos Maciel               |
| Árbitros asistentes | Estanislao Barrientos       |

| 12         | POR        | Julio César Balerio    |     |
| 4          | DEF        | Carlos Eduardo Vásquez |     |
| 2          | DEF        | Gustavo Costas         |     |
| 6          | DEF        | Néstor Fabbri          | 24' |
| 3          | DEF        | Carlos Isidro Olarán   |     |
| 7          | MED        | Jorge Osmar Acuña      |     |
| 23         | MED        | Hugo Lamadrid          |     |
| 19         | MED        | Mario Videla           | 76' |
| 18         | DEL        | Ramón Medina Bello     |     |
| 9          | DEL        | José Raúl Iglesias     |     |
| 11         | DEL        | Walter René Fernández  |     |
| Entrenador | Entrenador | Alfio Basile           |     |

| 1          | POR        | Jorge Seré             |     |
| 2          | DEF        | Tony Gómez             |     |
| 4          | DEF        | Daniel Felipe Revelez  |     |
| 3          | DEF        | Hugo de León           |     |
| 22         | DEF        | Carlos Favier Soca     |     |
| 6          | MED        | Santiago Ostolaza      |     |
| 8          | MED        | Jorge Daniel Cardaccio |     |
| 11         | MED        | Javier Cabrera         |     |
| 14         | DEL        | William Castro         |     |
| 17         | DEL        | Julio Zoppi            | 60' |
| 20         | DEL        | Sergio Olivera         | 80' |
| Entrenador | Entrenador | Héctor Núñez           |     |

| 16 | DEF | Cosme Zaccanti          | 24' |
| 10 | MED | Miguel Ángel Colombatti | 76' |

| 9  | DEL | Daniel Fonseca  | 60' |
| 21 | DEF | Enrique Saravia | 80' |

| Árbitro             | Efraín Gabriel González Roa |
| Árbitros asistentes | Carlos Maciel               |
| Árbitros asistentes | Estanislao Barrientos       |

|                              |
| Bandera de Uruguay           |
| Campeón Nacional 1.er título |